# Clotilde de Nassau-Merenberg
Clotilde de Nassau-Merenberg (14 de maio de 1941, Wiesbaden) é uma psiquiatra alemã. 

## Biografia
Clotilde a única filha do conde George von Merenberg (1897-1965) e de sua segunda esposa Elisabeth Müller-Uri (1903-1963).
Em 1965, ela se casou com Enno von Rintelen (9 de novembro de 1921 - 16 de outubro de 2013) um ginecologista. Eles têm três filhos:
- Alexandre Enno von Rintelen (23 de março 1966) casou em 30 de junho de 2007, com Olivia Minninger (27 de agosto 1969). Eles têm dois filhos:
  - Julian von Rintelen (7 de janeiro de 2003)
  - Nikolai von Rintelen (17 de novembro 2006)
- Jorge Nicolau von Rintelen (29 de junho 1970)
- Greogor von Rintelen (13 de agosto 1972) casou em 2002, com a Condessa Cristiana Matilde de Benthem-Tecklenburg-Rheda-Prill. Eles têm um filho e uma filha:
  - Frederico Enno Cristiano von Rintelen (11 de dezembro de 2006)
  - Luísa von Rintelen (30 de junho de 2009)

Clotilde é o presidente da sociedade alemã Pushkin e também o presidente da Herus eV - Hessisch-Russischer interkultureller Austausch und humanitäre Hilfe.  